# Lanciano
Lanciano – miejscowość i gmina we Włoszech w regionie Abruzja, w prowincji Chieti. Według danych na rok 2004 gminę zamieszkiwały 35 713 osoby, 541,1 os./km².
Według Kościoła katolickiego w VIII wieku w Lanciano miał miejsce pierwszy potwierdzony cud eucharystyczny. W sanktuarium w Lanciano przechowywane są relikwie uważane za relikwie ciała i krwi Chrystusa.

## Miasta partnerskie
- Berazategui
- Perho
- Qala
- Vaughan
- Wyszehrad

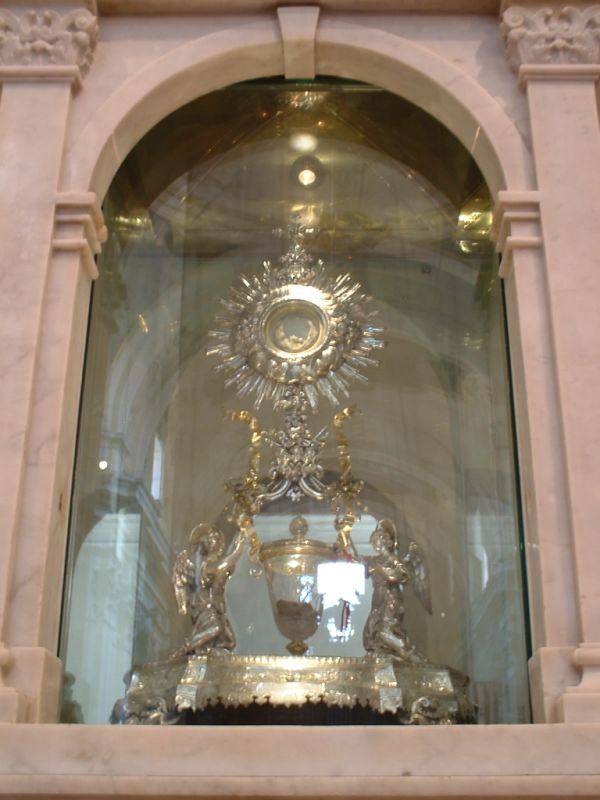
Monstrancja z relikwiami Ciała i Krwi Chrystusa
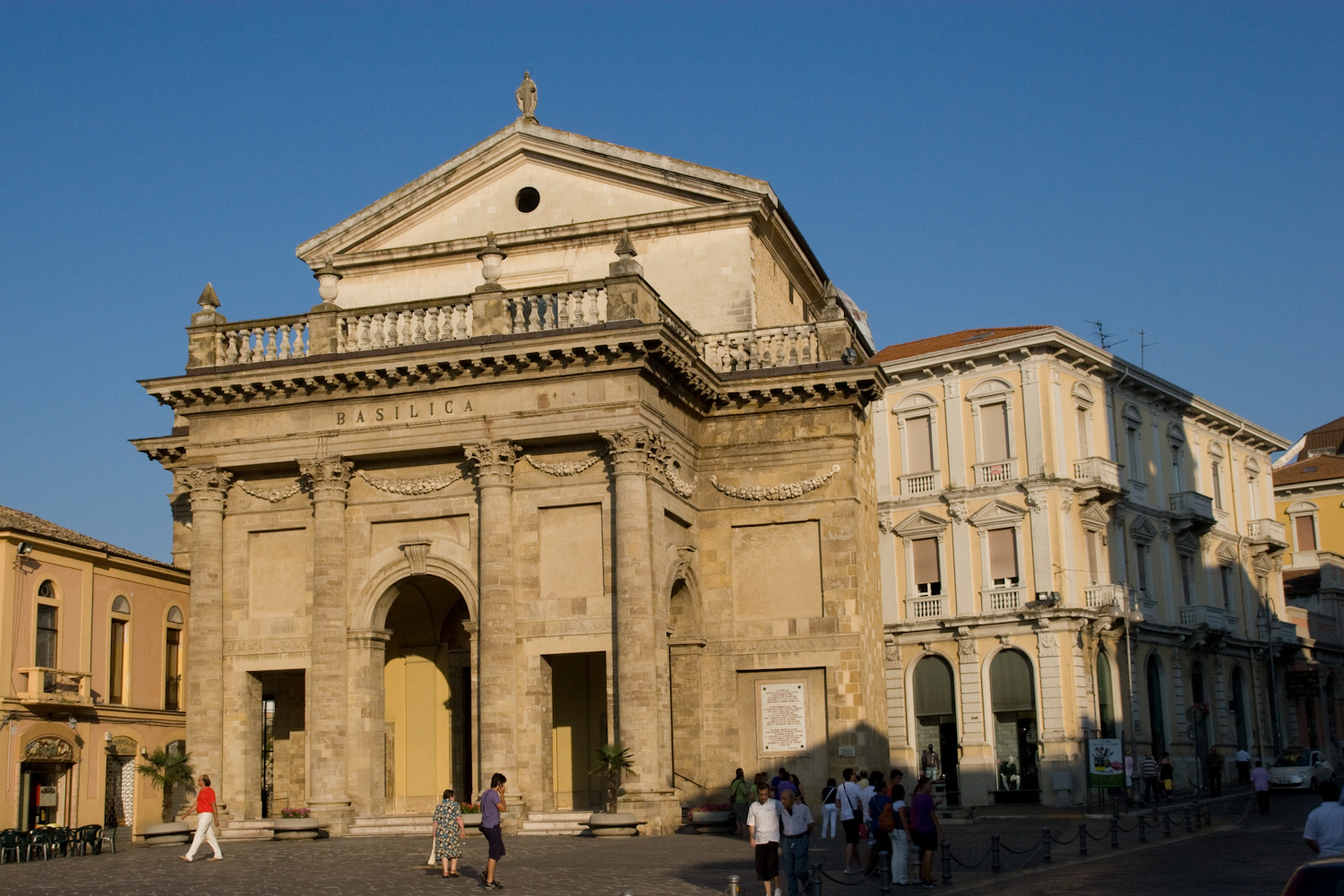
Katedra
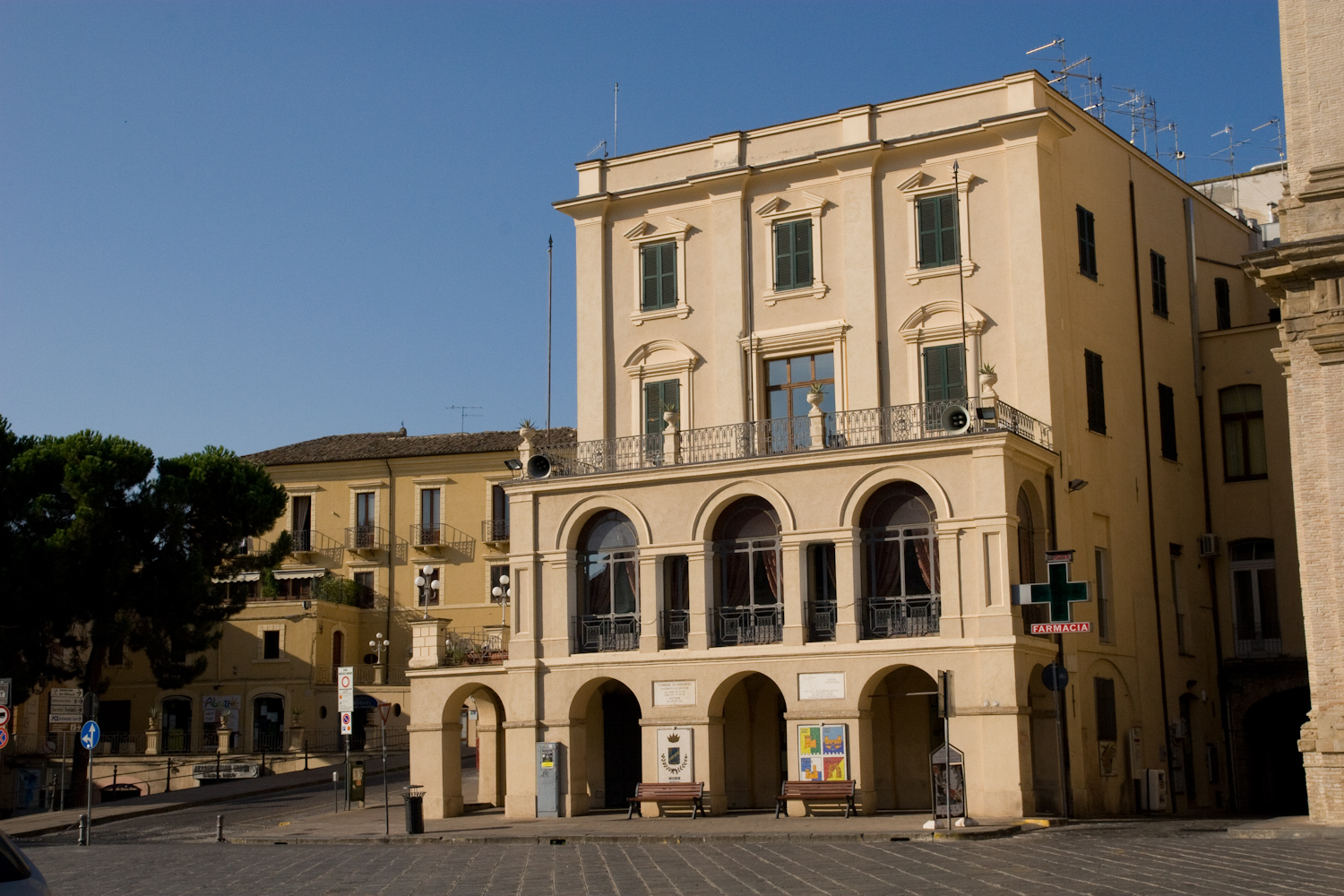
Centrum miasta